# Can Nic
Can Nic és una masia situada al municipi d'Olot, a la comarca catalana de la Garrotxa.